# Boss Fight Books

Logo officiel de la maison d'édition Boss Fight Books

Boss Fight Books est une maison d'édition située à Los Angeles. Elle publie des monographies consacrées à des jeux vidéo. Fondée en juin 2013 par Gabe Durham et Ken Baumann, elle s'inspire de la collection de livres 33⅓ (en) traitant d'albums musicaux.
Chaque livre se concentre sur un jeu. Ils ont pour plusieurs d'entre eux l'objectif de fournir des analyses approfondies sur des sujets plus précis que les autres livres consacrés aux jeux vidéo, qui se placent souvent à un niveau global et historique. Ici, certains vont explorer les conditions de développement d'un jeu vidéo (Spelunky, Shovel Knight), la place qu'ils occupent dans l'histoire du jeu vidéo (Galaga, Soft & Cuddly), ou l'histoire personnelle de la personne responsable de l'ouvrage en lien avec le jeu traité (Bible Adventures, World of Warcraft, Final Fantasy V). La collection donne carte blanche et le résultat dépend souvent fortement de la profession de celui ou celle qui écrit, de l'écrivain (Michael Kimball pour Galaga) au développeur de jeux vidéo (Derek Yu pour Spelunky), du journaliste (David L. Craddock pour Shovel Knight) au scientifique (Salvatore Pane pour Mega Man 3).
Les livres ont été financés via la plateforme de financement participatif Kickstarter. Pour la première saison, composée des livres un (EarthBound) à six (Super Mario Bros. 2), les initiants demandaient 5 000 dollars et ont reçu 45 429 dollars,. L'expérience s'est reproduit pour les saisons 2 (Bible Adventures à World of Warcraft), 3 (Super Mario Bros. 3 à Katamary Damacy) et 4 (Final Fantasy V à Postal).
Depuis 2018, certains de ces ouvrages sont traduits et publiés en français par la maison d'édition Omaké Books, qui reprend l'idée de «saison» sans garder l'ordre de parution original en anglais.
Fin novembre 2019, Boss Fight Books annonce la sortie d'un nouvel ouvrage et le propose en financement participatif. Pour la première fois, il s'agit d'une réédition d’œuvre, en l'occurrence Pilgrim in the Microworld, de David Sudnow, originellement publié en 1983. Comme les autres ouvrages de la collection, il est consacré à un seul jeu, ici Breakout, dans la version publiée en 1976 pour Atari VCS. Dans la nouvelle préface du livre, l'éditeur Gabe Durham explique que Pilgrim in the Microworld est
« […] a Boss Fight book long before Boss Fight Books existed. Before I existed, for that matter. »
« […] un livre de la collection [Boss Fight] bien avant que celle-ci n'existe. Bien avant que je n'existe, d'ailleurs. »
Le 28 avril 2020, une nouvelle campagne Kickstarter est lancée pour une cinquième saison. En cas de financement, cinq livres seront publiés, traitant des jeux suivants : Red Dead Redemption (déjà annoncé), Resident Evil, The Legend of Zelda: Majora's Mask, Silent Hill 2 et Final Fantasy VI (déjà annoncé).

## Livres publiés
|    | Jeu traité                          | Auteur                       | Date de publication |
| 1  | EarthBound                          | Ken Baumann                  | 15 janvier 2014     |
| 2  | Chrono Trigger                      | Michael P. Williams          | 1er avril 2014      |
| 3  | ZZT                                 | Anna Anthropy                | 2 juin 2014         |
| 4  | Galaga                              | Michael Kimball (en)         | 1er juillet 2014    |
| 5  | Jagged Alliance 2                   | Darius Kazemi (en)           | 25 août 2014        |
| 6  | Super Mario Bros. 2                 | Jon Irwin                    | 6 octobre 2014      |
| 7  | Bible Adventures                    | Gabe Durham                  | 30 mars 2015        |
| 8  | Baldur's Gate II                    | Matt Bell (en)               | 22 juin 2015        |
| 9  | Metal Gear Solid                    | Ashly Burch et Anthony Burch | 17 août 2015        |
| 10 | Shadow of the Colossus              | Nick Suttner                 | 15 décembre 2015    |
| 11 | Spelunky                            | Derek Yu                     | 29 mars 2016        |
| 12 | World of Warcraft                   | Daniel Lisi                  | 20 juin 2016        |
| 13 | Super Mario Bros. 3                 | Alyse Knorr                  | 18 juillet 2016     |
| 14 | Mega Man 3                          | Salvatore Pane               | 26 septembre 2016   |
| 15 | Soft & Cuddly                       | Jarett Kobek                 | 24 janvier 2017     |
| 16 | Kingdom Hearts II                   | Alexa Ray Corriea            | 27 juin 2017        |
| 17 | Katamari Damacy                     | L. (Laura) E. Hall           | 16 octobre 2018     |
| 18 | Final Fantasy V                     | Chris Kohler                 | 24 octobre 2017     |
| 19 | Shovel Knight                       | David L. Craddock            | 16 octobre 2018     |
| 20 | NBA Jam                             | Reyan Ali                    | 21 octobre 2019     |
| 21 | Knights of the Old Republic         | Alex Kane                    | 9 avril 2019        |
| 22 | Breakout: Pilgrim in the Microworld | David Sudnow                 | 26 février 2020     |
| 23 | Postal                              | Brock Wilbur et Nathan Rabin | 7 avril 2020        |
| 24 | Red Dead Redemption                 | Matt Margini                 | 7 Juillet 2020      |
| 25 | Resident Evil                       | Philip J. Reed               | 25 août 2020        |
| 26 | The Legend of Zelda: Majora's Maks  | Gabe Durham                  | 26 octobre 2020     |
| 27 | Silent Hill 2                       | Mike Drucker                 | 26 janvier 2021     |
| 28 | Final Fantasy VI                    | Sebastian Deken              | 13 juillet 2021     |

## Livres publiés en français
|   | Jeu traité             | Auteur                       | Date de publication |
| 1 | Final Fantasy V        | Chris Kohler                 | 30 août 2018        |
| 2 | Metal Gear Solid       | Ashly Burch et Anthony Burch | 30 août 2018        |
| 3 | Super Mario Bros. 3    | Alyse Knorr                  | 30 août 2018        |
| 4 | Shadow of the Colossus | Nick Suttner                 | 27 septembre 2018   |
| 5 | Kingdom Hearts II      | Alexa Ray Corriea            | 18 octobre 2018     |
| 6 | EarthBound             | Ken Baumann                  | 8 novembre 2018     |